# Domingo Nava
Domingo Nava fue uno de los militares mexicanos que combatieron al gobierno de Porfirio Díaz, a fines del siglo XIX.
Defendió el gobierno de Sebastián Lerdo de Tejada y participó en la Batalla de Icamole y Batalla de Tecoac. En 1879 encabezó una rebelión contra Díaz que fue rápidamente sofocada y Nava se vio obligado a huir a Aguascalientes, donde el gobierno lo capturó en 1880 y fue ejecutado.